# Черіті Вільямс
Черіті Вільямс (англ. Charity Williams; нар. 20 жовтня 1996) — канадська регбістка, бронзова призерка Олімпійських ігор 2016 року та срібла медалістка Олімпіади 2024 року.

## Виступи на Олімпіадах
| Олімпіада           | Дисципліна | Місце |
| ------------------- | ---------- | ----- |
| Ріо-де-Жанейро 2016 | регбі-7    | 3     |
| Париж 2024          | регбі-7    | 2     |

## Зовнішні посилання
- Черіті Вільямс — олімпійська статистика на сайті Sports-Reference.com (англ.) (архівна версія)

1. ↑  https://www.nbcolympics.com/athletes/charity-williams-1303543